# Branko Kostić
Branko Kostić (in cirillico: Бранко Костић?; Cettigne, 28 agosto 1939 – Podgorica, 20 agosto 2020) è stato un politico montenegrino di etnia serba.

## Biografia
Laureatosi presso la Facoltà di Economia dell'Università di Belgrado nel 1962, conseguì il master nel 1977 e il dottorato nel 1980 sempre a Belgrado. Ricoprì numerose funzioni politiche durante la Repubblica Socialista Federale di Jugoslavia (SFRY):
• Presidente del Comitato Centrale della Federazione Giovanile del Montenegro (1963–1968);
• Vice Primo Ministro della Repubblica Socialista di Montenegro (1986–1989);
• Presidente della Presidenza della Repubblica Socialista di Montenegro (1989–1991);
• Delegato all'Assemblea della Jugoslavia e Presidente della Delegazione del Montenegro al Consiglio delle Repubbliche e delle Province (1991);
• Vicepresidente della Presidenza della Jugoslavia e, in seguito, Presidente facente funzioni della Presidenza della Jugoslavia (da metà maggio 1991 a metà giugno 1992, quando questa carica venne abolita con la nascita della Repubblica Federale di Jugoslavia).
Fece parte della Lega dei Comunisti del Montenegro (SKCG) fino al 1992, quando questa confluì nel Partito Democratico dei Socialisti del Montenegro (DPS).
Dal dicembre 1991 al giugno 1992 fu Segretario generale del Movimento dei paesi non allineati.
Si candidò alle elezioni presidenziali in Montenegro del 1992 come sostenitore del fronte filo-serbo e del presidente della Serbia Slobodan Milošević, venendo però sconfitto dal candidato DPS Momir Bulatović, favorevole ad una maggiore autonomia all'interno della federazione. Durante la campagna elettorale, Kostić si presentò come uno strenuo sostenitore dell'unità serbo-montenegrina e della campagna militare contro la Croazia, dichiarandosi anche orgoglioso della propria origine etnica serba. Kostić ottenne il 23,7% dei voti al primo turno e il 36,6% al secondo.
Parlava russo e francese e utilizzava l'inglese. Morì il 20 agosto del 2020, pochi giorni prima di compiere 81 anni.